# OnePlus 6
OnePlus 6 — смартфон на базі ОС Android, розроблений компанією OnePlus. Його презентація відбулась 16 травня 2018 року, а до продажу смартфон надійшов 22 травня 2018 року.

## Історія
У березні 2018 року було оголошено, що телефон матиме «вирізку», і не буде ніякої можливості її приховати. 2 квітня 2018 року було підтверджено, що преміум-версія OnePlus 6 працюватиме на процесорі Snapdragon 845, матиме 8 ГБ ОП і 256 ГБ сховища.
OnePlus відкрила форуми для OnePlus 6 у квітні 2018 року.
Тиждень після надходження OnePlus 6 у продаж, OnePlus огосила про програмну хибу, яка спричинювала повне затухання звуку, коли телефонну розмову перемикають на гучномовець. Цю хибу було виправлено у версії програмного забезпечення 5.1.6.